# Färöarnas flagga
Färöarnas flagga (officiellt Merkið) är Färöarnas nationella flagga, baserad på Danmarks flagga.
När Färöarnas nationalidentitet växte fram på 1800-talet överfördes öarnas gamla vapen, känt sedan 1300-talet, till en flaggduk. Det föreställde en vit vädur i ett blått fält på flaggan gick det blåa fältet en röd kant. När Färöarna fick självstyre 1906 antogs en ny flagga, med öarnas nationalfågel strandskatan som motiv. Ingen av dessa flaggor fick någon större användning.
Den första flaggan av nuvarande utseende gjordes av färöiska studenter i Köpenhamn och hissades första gången på Färöarna den 22 juni 1919. Studenterna var Jens Olivur Lisberg från Fámjin, Thomas Pauli Dahl från Vágur och Janus Øssurson från Tórshavn och originalet de gjorde hänger idag i kyrkan i Fámjin. Den färöiska flaggdagen firas 25 april.
År 1931 blev flaggan inofficiell i landet. Den blev halvofficiell 25 april 1940 eftersom Storbritannien tog kontroll över öarna och Tyskland över Danmark, och Storbritannien ville se skillnad på färöiska och danska båtar. Den färöiska flaggan blev officiell 1948, då Färöarna också fick inre självstyre.

## Flaggans utseende
Rött och blått är Färöarnas traditionella färger. Vitt står för havets skum och den rena himlen. Den blå färgen ändrades 1959 från mörkt blå till azurblå. Korset på flaggan ska visa anknytningen till övriga Norden.